# Monarchie trinidadienne
La monarchie trinidadienne est le régime politique en vigueur à Trinité-et-Tobago entre 1962 et 1976. Trinité-et-Tobago partage alors son monarque avec le Royaume-Uni et d'autres États souverains appelés royaumes du Commonwealth.
Ancienne colonie de la Couronne, Trinité-et-Tobago obtient son indépendance le 31 août 1962. La reine Élisabeth II reste chef de l'État, et porte dès lors le titre distinct de reine de Trinité-et-Tobago. La majorité de ses pouvoirs constitutionnels sont délégués au gouverneur général de Trinité-et-Tobago, qui est son représentant dans le pays. En effet, le système politique trinidadien est basé sur le système de Westminster, dans lequel le chef de l'État joue un rôle purement honorifique.
La monarchie est abolie le 1er août 1976, date à laquelle le pays devient une république tout en continuant de reconnaître la reine Élisabeth II comme chef du Commonwealth, tandis qu'un président la remplace comme chef de l'État.

## Histoire
La monarchie trinidadienne est créée par la loi du 1er août 1962 sur l'indépendance de Trinité-et-Tobago, qui transforme la colonie en une monarchie constitutionnelle souveraine et indépendante. En effet, Trinité-et-Tobago a choisi de conserver le monarque du Royaume-Uni, en l'occurrence Élisabeth II, comme chef de l'État au lieu de devenir une république. Après la dissolution de la Fédération des Indes occidentales le 31 mai 1962, le gouvernement trinidadien a réuni une conférence constitutionnelle sur la question de l'indépendance, pour débattre de la forme politique du nouvel État. La conférence s'est finalement prononcée en faveur d'une monarchie constitutionnelle basée sur le système de Westminster bien que certains participants se soient exprimés pour une république, estimant que le maintien de la reine à la tête du pays affecterait la souveraineté de la future nation.
La princesse Mary, princesse royale, représente la reine Élisabeth II lors des célébrations de l'indépendance dans le pays. Peu avant minuit le 30 août, elle participe au Parlement à la cérémonie de lever du drapeau lors de laquelle le drapeau colonial est remplacé par le nouveau drapeau de Trinité-et-Tobago. Accompagnée du Premier ministre Eric Williams, la princesse royale assiste ensuite à un service de dédicace à la cathédrale de la Sainte-Trinité. La princesse ouvre le premier Parlement du pays au nom de la reine et donne lecture d'un message adressé par Élisabeth II au peuple de Trinité-et-Tobago.

## Rôle constitutionnel

Étendard du gouverneur général avec la couronne de saint Édouard.

Le dominion de Trinité-et-Tobago est un royaume du Commonwealth et partage son monarque avec le Royaume-Uni et d'autres pays qui ont choisi de conserver le souverain britannique comme chef d'État, dont l'Australie, le Canada et la Nouvelle-Zélande.
La Constitution trinidadienne de 1962 maintient la reine Élisabeth II comme chef d'État « direct et immédiat » de Trinité-et-Tobago. De fait, le gouvernement du Royaume-Uni ne peut plus intervenir sur les questions relatives à Trinité-et-Tobago.
La Constitution confie au monarque le pouvoir exécutif, qui est exercé en son nom par le gouverneur général de Trinité-et-Tobago. La reine n'en demeure pas moins chef de l'État et le gouverneur général, qui est son représentant, ne peut agir que sur l'avis du Premier ministre.
En outre, les textes de loi adoptés par le Parlement doivent être approuvés par le gouverneur général.

### Pouvoirs exécutif et législatif
Le gouvernement de Trinité-et-Tobago est connu sous le nom de gouvernement de Sa Majesté,.
La reine fait officiellement partie du Parlement de Trinité-et-Tobago avec le Sénat et la Chambre des représentants. Aussi, toutes les lois ne sont promulguées qu'avec l'octroi de la sanction royale, accordée par le gouverneur général au nom de la reine. Il peut réserver un projet de loi « au plaisir de Sa Majesté », c'est-à-dire refuser son consentement au texte et le présenter directement à la souveraine pour qu'elle prenne une décision personnelle. Il peut également y opposer son veto complet en refusant son assentiment. Il est chargé de convoquer, de proroger et de dissoudre le Parlement. Le gouverneur général nomme les ministres trinidadiens sur les conseils du Premier ministre.

### Pouvoir judiciaire
La plus haute juridiction de Trinité-et-Tobago est le Comité judiciaire du Conseil privé à Londres. La reine et, par extension, le gouverneur général peuvent exercer la « prérogative royale de clémence » et gracier les infractions contre la Couronne, que ce soit avant, pendant ou après un procès.

## Rôle culturel

### Politique étrangère
Les représentants de Trinité-et-Tobago auprès des pays étrangers sont accrédités par le monarque. Les lettres de créance sont officiellement délivrées au nom du monarque.

### Distinctions honorifiques
Au sein des royaumes du Commonwealth, le monarque est considéré comme le fons honorum (source d'honneurs). Ainsi, la souveraine, en tant que monarque de Trinité-et-Tobago, confère des récompenses et des honneurs à Trinité-et-Tobago en son nom. La plupart d'entre eux sont décernés sur l'avis du gouvernement de Sa Majesté,.
Le 26 août 1969, Élisabeth II, agissant sur les conseils du cabinet de Trinité-et-Tobago, crée par lettres patentes un ensemble de distinctions spécifiques à Trinité-et-Tobago, réunies sous l'appellation « Ordre de la Trinité » et récompensant des « services distingués ou méritants » ou des actes de « bravoure ».

### Serment d'allégeance
Le gouverneur général de Trinité-et-Tobago, les membres du Parlement, les ministres et les juges de la Haute Cour et de la Cour d'appel doivent réciter un serment d'allégeance à la reine. Ce serment, récité lors de leur entrée en fonction, prend la forme suivante : « I, (name), do swear that I will be faithful and bear true allegiance to Her Majesty Queen Elizabeth the Second, Her Heirs and Successors, according to law. So help me God. » (« Je, (nom), jure d'être fidèle et de porter une véritable allégeance à Sa Majesté la Reine Élisabeth II, à ses héritiers et successeurs, conformément à la loi. Que Dieu me vienne en aide. »).

## Titre de la reine
La reine Élisabeth II possède officiellement un titre différent dans chacun des royaumes du Commonwealth. Jusqu'en 1962, Trinité-et-Tobago est membre de l'Empire britannique, et Élisabeth II y règne en tant que reine du Royaume-Uni. Après l'indépendance du pays, un nouveau titre est adopté pour la reine afin de préciser l'aspect à la fois distinct et partagé de la monarchie trinidadienne. À partir du 2 novembre 1962, le titre de la reine est le suivant :
« Elizabeth the Second, by the Grace of God, Queen of Trinidad and Tobago and of Her other Realms and Territories, Head of the Commonwealth. »
« Élisabeth Deux, par la grâce de Dieu, reine de Trinité-et-Tobago et de ses autres royaumes et territoires, chef du Commonwealth. »
Entre le 31 août et le 2 novembre 1962, Élisabeth II conservait son titre britannique, à savoir : « Élisabeth Deux, par la grâce de Dieu, reine du Royaume-Uni de Grande-Bretagne et d'Irlande du Nord et de ses autres royaumes et territoires, chef du Commonwealth, défenseur de la foi ».

## Étendard royal de Trinité-et-Tobago

Étendard d'Élisabeth II en tant que reine de Trinité-et-Tobago.

Durant son règne trinidadien, Élisabeth II possède un drapeau personnel en tant que reine de Trinité-et-Tobago. Il est utilisé pour la première fois lors de sa visite dans le pays, en 1966. L'étendard royal présente les armoiries de Trinité-et-Tobago sous forme de bannière, qui reprend les couleurs du drapeau national. Les trois bateaux dorés représentent les trois caravelles utilisées par Christophe Colomb pour sa première expédition en Amérique : la Niña, la Pinta et la Santa María. Les deux oiseaux figurant au-dessus sont des colibris. Un disque bleu portant le monogramme royal, la lettre « E » couronnée et entourée d'une guirlande de roses dorées, apparaît au centre du drapeau.

## Visite royale de 1966
Élisabeth II visite Trinité-et-Tobago accompagnée du duc d'Édimbourg du 7 au 10 février 1966, dans le cadre de sa tournée des Caraïbes. Le couple royal est accueilli par le gouverneur général de Trinité-et-Tobago, Sir Solomon Hochoy, Lady Hochoy, le Premier ministre Eric Williams et sa fille Erica.

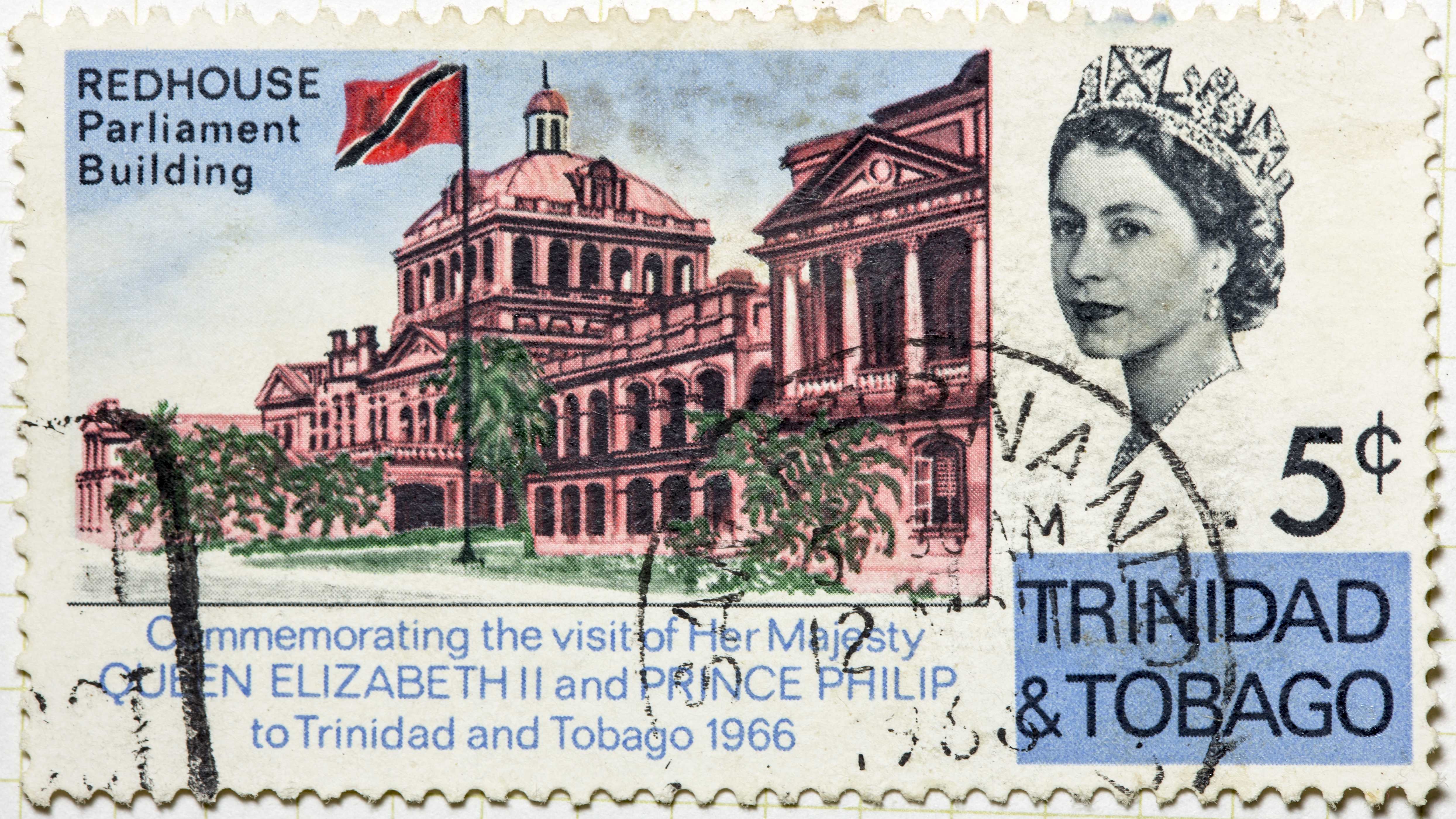
Timbre trinidadien émis à l'occasion de la visite de la reine (1966).

Durant sa visite, la reine dépose une couronne de fleurs sur le cénotaphe, visite l'université des Antilles à Sainte-Augustine, traverse San Fernando en voiture et assiste à un rassemblement d'écoliers à Queen's Park.
Le 8 février, Élisabeth II est le premier monarque régnant à ouvrir une session du Parlement. Dans son discours du Trône, elle expose les projets du gouvernement trinidadien pour 1966 et dit prier pour que Dieu donne la force et la fermeté au gouvernement et à la nation pour qu'ils maintiennent le cap qu'ils ont librement choisi de suivre.
Le carnaval de Trinité-et-Tobago devant avoir lieu quinze jours plus tard, la population a organisé une avant-première pour le couple royal. Certains des artistes représentaient des personnages historiques, et la reine aurait été amusée par un homme déguisé en roi Henri VIII. Plus tard, la reine déclare : « Si ce n'est qu'un avant-goût, le vrai carnaval doit être fabuleux »,. Le 10 février, Élisabeth et Philip effectuent une visite sur l'île de Tobago, au cours de laquelle ils se rendent à Fort George et traversent toute la partie ouest de l'île. Dans l'après-midi, ils assistent à une garden-party à la résidence du gouverneur général à Tobago. Ils quittent le pays le soir même pour la Grenade à bord du Britannia.
Une série de quatre timbres est émise à Trinité-et-Tobago pour commémorer la visite royale de 1966.

## Abolition de la monarchie
Le 12 décembre 1969, lors d'une séance à la Chambre des représentants, le Premier ministre Eric Williams présente une motion pour une réforme constitutionnelle. Il suggère que les députés approuvent la nomination d'un comité mixte du Parlement, qui comprendrait des représentants de tous les partis politiques, afin d'examiner la possibilité pour Trinité-et-Tobago de devenir une république. Le comité est nommé le 9 octobre 1970 ; il se réunit une fois, le 19 octobre 1970. Toutefois, dans son rapport au Parlement, le comité déclare qu'il n'est pas en mesure d'achever l'examen de la question qui lui a été confiée et recommande qu'un nouveau comité soit nommé à la session suivante.
Le gouverneur général annonce alors la décision du gouvernement de nommer une commission constitutionnelle, qui aurait pour but de faire des recommandations pour la révision de la Constitution, et également de produire un projet de Constitution. Après deux ans et six mois de travail, la commission présente le rapport complet avec ses recommandations, ainsi que le projet de Constitution au gouverneur général le 22 janvier 1974.
Eric Williams dépose le projet de Constitution au Parlement le 13 juin 1975. Les deux chambres l'adoptent le 26 mars 1976. Juste avant le vote, la plupart des opposants au texte ont quitté leurs sièges en signe de protestation. Une motion est également déposée par un citoyen privé à la Cour suprême de San Fernando pour empêcher le gouverneur général d'octroyer la sanction royale à un projet de Constitution républicaine, mais cette tentative échoue. Le texte reçoit l'assentiment du gouverneur général le 29 mars suivant.
La nouvelle Constitution entre officiellement en vigueur le 1er août 1976 ; Trinité-et-Tobago cesse d'être un royaume du Commonwealth, mais reste membre de l'organisation dirigée par Élisabeth II en tant que république du Commonwealth. Sir Ellis Clarke, dernier gouverneur général, devient le premier président de Trinité-et-Tobago.